# Magnamanus
Magnamanus soriaensis is een plantenetende ornithischische dinosauriër, behorend tot de Euornithopoda, die tijdens het vroege Krijt leefde in het gebied van het huidige Spanje.

## Vondst en naamgeving
In het begin van de eenentwintigste eeuw voerden Carolina Fuentes en Manuel Meijide samen met hun zonen opgravingen uit op de Zorralbo I-vindplaats in de moerassen van Golmayo vijf kilometer ten westen van Soria. Tussen 2000 en 2004 groeven ze het skelet op van een euornithopode, een van de meest complete skeletten van een dinosauriër uit het Onder-Krijt van Spanje die ooit gevonden waren.
In 2016/2017 werd de typesoort Magnamanus soriaensis benoemd en beschreven door Carolina Fuentes Vidarte, Manuel Meijide Calvo, Federico Meijide Fuentes en Manuel Meijide Fuentes. De geslachtsnaam is een combinatie van het Latijnse magnus, "groot" en manus, "hand", een verwijzing naar de grote handen van het dier. De soortaanduiding verwijst naar de herkomst uit Soria.
De fossielen, met de inventarisnummers MNS 2000/132, 2001/122, 2002/95, 2003/69, 2004/54, zijn gevonden in de Golamayoformatie die dateert uit het Hauterivien-Barremien, ongeveer 130 miljoen jaar oud. Het bestaat uit een gedeeltelijk skelet met schedel en onderkaken. Bewaard zijn gebleven: stukken van de bovenkaaksbeenderen, een stuk van de linkerpraemaxilla, een stuk linkerdentarium, een stuk rechtersurangulare, stukken van het tongbeenapparaat, losse randen van tandkassen, tweeënzestig losse tanden uit de bovenkaken, zesendertig losse tanden uit de onderkaken, een proatlas, een halswervel, een nekrib, vier ruggenwervels, zesendertig stukken van het heiligbeen, tweeëndertig startwervels, zes ribben, drie complete chevrons, stukken van chevrons, verbeende pezen, het rechterschouderblad, beide ravenbeksbeenderen, beide opperarmbeenderen, het rechterspaakbeen, de linkerellepijp, de rechterhandwortel, de rechterhand, een stuk linkerdarmbeen, de processus praepubici van beide schaambeenderen, een stuk van het rechterdijbeen, een stuk van het rechterscheenbeen, en het tweede en vierde rechtermiddenvoetsbeen. De beenderen zijn niet in verband gevonden maar waren verspreid op een oppervlakte van achtentwintig vierkante meter. Ze werden beschouwd als behorend aan één enkel individu, een oud volwassen dier dat gezien wordt als het holotype. Het holotype maakt deel uit van de collectie van het Museo Numantino.
Uit ongeveer even oude lagen in Spanje is de verwant Delapparentia bekend. De beschrijvers zagen die echter als identiek aan Iguanodon bernissartensis.

## Beschrijving
Magnamanus is een grote euornithopode. Zijn lichaamslengte werd geschat op tussen de negen en tien meter, zijn gewicht op ruim drie ton. De hand is breed en lijkt op die van andere basale Iguanodontia, met een afstaande duim voorzien van een duimstekel en een afstaande vijfde vinger.
De beschrijvers meenden negen onderscheidende kenmerken ontdekt te hebben, alle autapomorfieën. Het dentarium draagt bij aan de voorste processus coronoides van de onderkaak zodat de laatste dentaire tand op de glooiing van het uitsteeksel ligt in plaats van aan de basis ervan. De lengte van het schouderblad bedraagt zesmaal de bovenste breedte en zevenmaal de minimale breedte. Bij het schouderblad ligt de voorste processus acromialis aan de overzijde van het achterste uitsteeksel. Bij het opperarmbeen ligt de binnenhoek van de bovenrand niet in hetzelfde vlak als de buitenste onderste gewrichtsknobbel, die contact maakt met het spaakbeen, en ligt de buitenste knobbel boven het niveau van de binnenste knobbel, die voor de ellepijp. Bij de ellepijp is het onderste uiteinde breder dan het bovenste en knotsvormig. Het onderste uiteinde van het spaakbeen is knotsvormig. De pols bestaat uit drie elementen waarvan één een samensmelting is van het radiale en intermediale, het tweede een samensmelting is van het ulnare en het vierde carpale en de derde identiek is aan het vijfde carpale. De formule van de vingerkootjes is 1-3-3-2-(3/4). De breedte van de pols bedraagt 70% van de handlengte. De processus praepubicus is recht zonder verbreding aan het uiteinde of groeven en in de basis is het foramen obturatum niet naar onderen gesloten maar wel aan de binnenzijde half bedekt met een platte beenplaat.

## Fylogenie
Magnamanus is binnen de Ankylopollexia in de Styracosterna geplaatst, in een nogal basale positie.